# Regierung Jozef Tiso II
Die Regierung Jozef Tiso II, geführt vom Ministerpräsidenten Jozef Tiso, war die zweite Regierung der Slowakei (offiziell auch „Slowakisches Land“, slowakisch Slovenská krajina), des autonomen Teilstaates der Tschecho-Slowakei 1938–1939. Sie befand sich vom 1. Dezember 1938  bis 20. Januar 1939  im Amt. Sie folgte der Regierung Jozef Tiso I und wurde  durch die Regierung Jozef Tiso III abgelöst.

## Regierungsbildung
Nachdem der Ministerpräsident der vorherigen Regierung Jozef Tiso I, Jozef Tiso, am 1. Dezember 1938 zurücktrat, wurde die Regierung Jozef Tiso II ins Amt eingeführt. Am 20. Januar 1939 trat Jozef Tiso mit seiner Regierung zurück.

## Regierungszusammensetzung
Die Minister befanden sich während der gesamten regulären Amtsperiode im Amt (1. Dezember 1938 bis 20. Januar 1939), wenn nicht anders angegeben.
- Ministerpräsident: Jozef Tiso
- Innenminister, Minister soziale Fürsorge und Gesundheitswesen: Jozef Tiso
- Finanz-, Handel- und Landwirtschaftsminister: Pavol Teplanský
- Minister für Gewerbe und Industrie: Pavol Teplanský[Anm. 2]
- Minister für Verkehr[Anm. 3] und öffentliche Arbeit: Ferdinand Ďurčanský
- Minister für Post und Telekommunikation: Ferdinand Ďurčanský[Anm. 2]
- Justizminister: Miloš Vančo
- Minister für Schulwesen: Matúš Černák

### Parteizugehörigkeit
Die führende und einzig zugelassene Partei im Slowakischen Staat war Hlinkova slovenská ľudová strana – Strana slovenskej národnej jednoty, deutsch bekannt als Hlinkas Slowakische Volkspartei,  kurz Hlinka-Partei.  Sie hatte den Charakter einer Einheitspartei.